# Phrataphernes
Phrataphernes (Φραταφέρνης) was een Pers die gouverneur was van Parthië en Hyrcanië onder koning Darius III.
Hij sloot zich aan bij die koning met de contingenten van de provincies die door hem onderworpen waren kort voor de slag bij Gaugamela in 331 voor Christus. Daarna was hij samen met de koning op de vlucht door Hyrcanië, maar gaf zich na de dood van Darius vrijwillig over aan Alexander de Grote, door wie hij vriendelijk ontvangen werd, en werd kort daarna door hem zijn satrapie teruggegeven. Hij wordt door Arrianus vermeld als satraap van Parthië tijdens de opmars van Alexander tegen Bessos, toen hij van de koning de opdracht kreeg om samen met Erigyius en Caranus de opstand van Satibarzanes neer te slaan in Arië (329 v.Chr.). Hij sloot zich aan bij de koning te Zariaspa in 328 voor Christus.
De winter daarop (328-327 v.Chr.), tijdens Alexanders verblijf in Nautaca, werd Phrataphernes opnieuw gestuurd om de ongehoorzame satraap van de Mardi en Tapuri, Autophradatas, te verslaan. Deze taak voltooide hij met succes, en hij bracht de rebel als gevangene naar de koning, door wie deze meteen ter dood veroordeeld werd. Hij sloot zich daarna aan bij Alexander in India, kort na zijn overwinning tegen koning Poros, maar het lijkt erop dat hij daarna terugkeerde naar zijn satrapie, van waaruit hij zijn zoon Pharasmanes met een grote trein kamelen en lastdieren, geladen met provisies voor het leger tijdens Alexanders zware mars door Gedrosië.
Daarna is er niets meer vermeld over hem tot na de dood van Alexander (323 v.Chr.). Bij de eerste verdeling van de provincies na die gebeurtenis, behield hij zijn provincie, maar het is mogelijk dat hij voor de tweede rijksdeling bij Triparadisus (321 v.Chr.), omdat hierbij de satrapie van Parthië aan Philippus gegeven was, die eerder de satraap van Sogdiana geweest was.